# Sibirocosa
Sibirocosa là một chi nhện trong họ Lycosidae.